# Paul Scofield

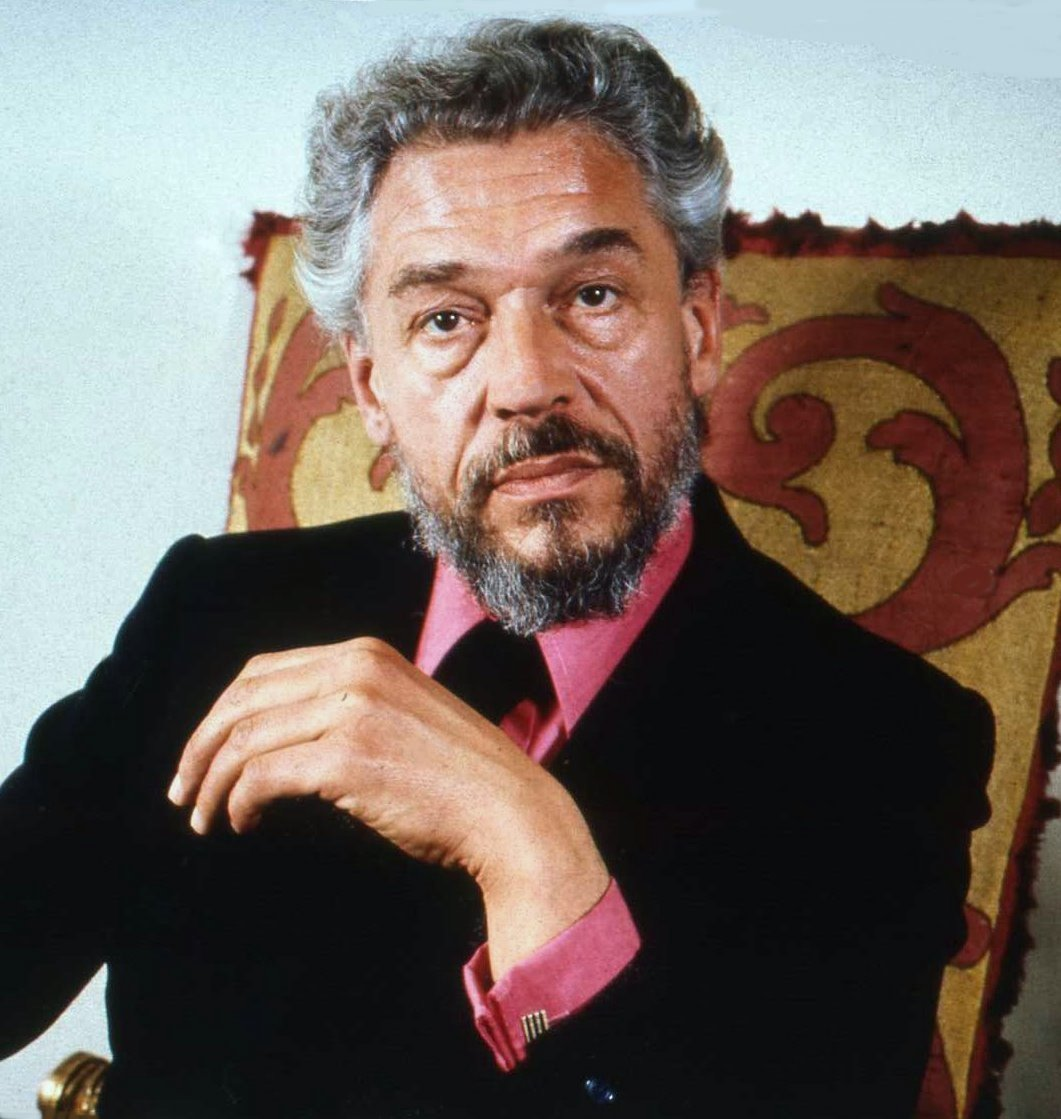
Paul Scofield (1974)

David Paul Scofield, CH, CBE, (* 21. Januar 1922 in Hurstpierpoint, heute West Sussex, England; † 19. März 2008 in Sussex, England) war ein britischer Schauspieler. Er galt als einer der führenden Shakespeare-Darsteller seiner Generation. Für seine Darstellung Thomas Mores in Ein Mann zu jeder Jahreszeit gewann Scofield 1967 den Oscar als bester Hauptdarsteller.

## Leben
Paul Scofield zählte zu den großen Mimen des britischen Theaters. Er galt als bemerkenswerte Persönlichkeit der britischen Theatergeschichte; dies vor allem durch seine Shakespeare-Interpretationen. Seine bekannteste Rolle spielte er 1966 in Robert Bolts Theaterstück Ein Mann zu jeder Jahreszeit. Für seine Leistung als Thomas More in der Broadwayproduktion erhielt er einen Tony Award und für dieselbe Rolle im gleichnamigen Film von Fred Zinnemann einen Oscar.
Trotz des großen Filmerfolges blieb weiterhin die Bühne sein Hauptbetätigungsfeld. 2004 wählten die Mitglieder der Royal Shakespeare Company die beste Shakespeare-Interpretation aller Zeiten. Bei den männlichen Darstellern belegte Paul Scofield den ersten Rang für seine Rolle als König Lear aus dem Jahr 1962.
Aus Bescheidenheit lehnte er es ab, von der Queen in den Adelsstand erhoben zu werden. 2001 nahm er jedoch nach wiederholtem Drängen von Freunden und Kollegen die Aufnahme in den Orden Companie of Honour an. Paul Scofield verstarb im März 2008 an Leukämie. Scofield war seit 1943 mit der britischen Schauspielerin Joy Parker (1922–2012) verheiratet, das Paar hatte einen Sohn und eine Tochter.

## Zitate
- „Wenn man einen Titel will, ist Mister doch wirklich gut genug, oder? Wenn man das immer war, wieso würde man das dann aufgeben wollen? Ich habe einen Titel, es ist der gleiche, den ich schon immer hatte.“ Paul Scofield in einem seltenen Interview aus dem Jahr 1992
- „Meine Zurückgezogenheit ist ein Gerücht. Ich bin nur nicht sonderlich gesellig. Und ich habe einige Rollen abgelehnt. In meinem Alter muss man sortieren, aber der Gedanke, dass ich mich nicht mehr fürs Schauspielern interessiere, ist absurd. Schauspielern ist alles, was ich kann. Ein Schauspieler: Das ist, was ich bin.“
- „Wenn man sich die zehn besten Momente im Theater ansieht, gehören acht davon Scofield“ (Richard Burton)

## Filmografie (Auswahl)

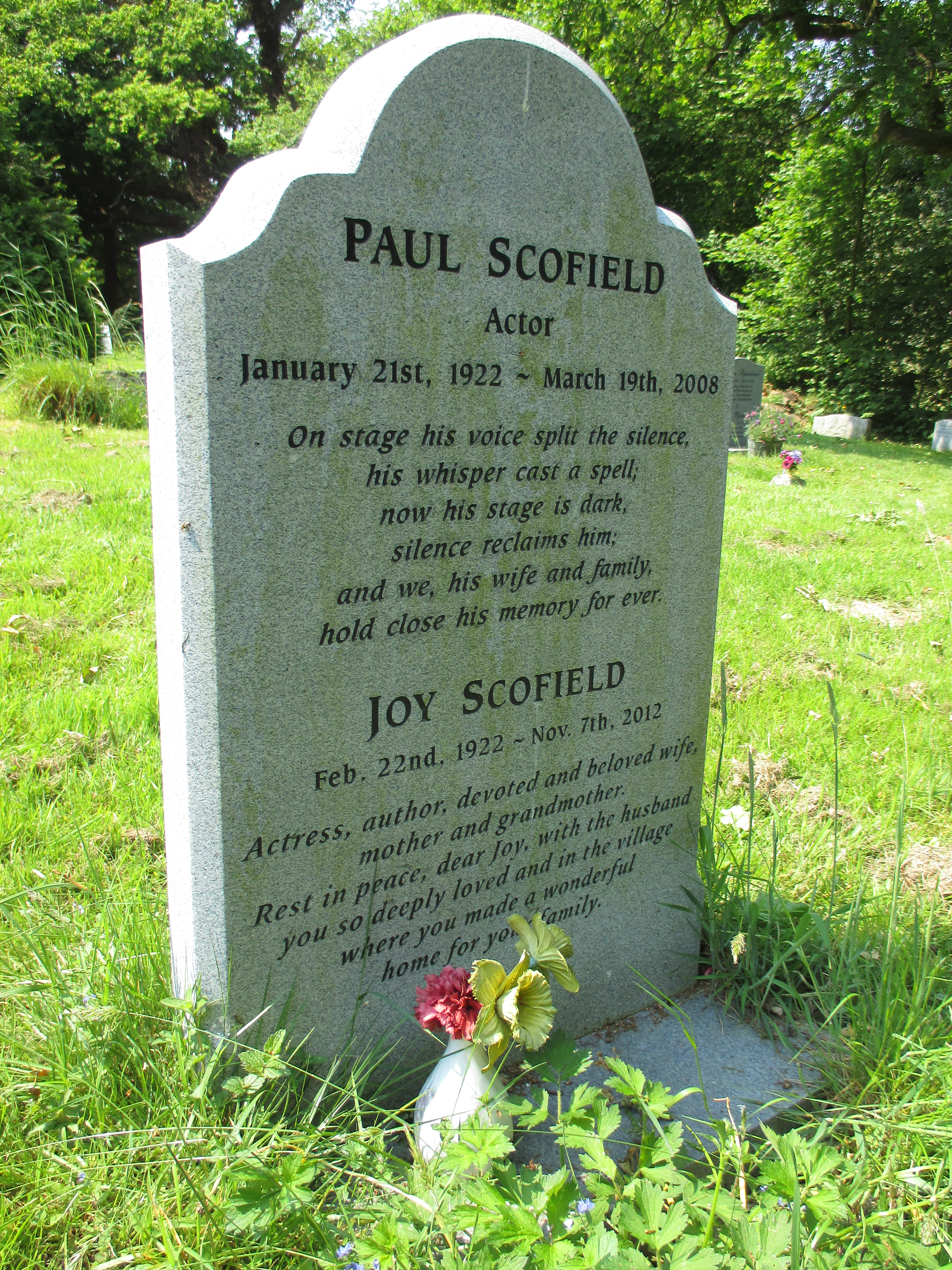
Grab von Paul Scofield und seiner Ehefrau Joy

- 1955: Die Dame des König (That Lady)
- 1964: Der Zug (The Train)
- 1966: Ein Mann zu jeder Jahreszeit (A Man for All Seasons)
- 1968: Tell Me Lies
- 1970: Bartleby
- 1971: König Lear (King Lear)
- 1973: Scorpio, der Killer (Scorpio)
- 1973: Empfindliches Gleichgewicht (A Delicate Balance)
- 1985: 1919
- 1988: Mein Leben mit Anne Frank (The Attic: The Hiding of Anne Frank, Fernsehfilm)
- 1989: Henry V. (Henry V)
- 1989: Der Fluch der Wale (When the Whales Came)
- 1990: Hamlet
- 1992: Utz
- 1994: Quiz Show
- 1996: Hexenjagd (The Crucible)
- 1999: Animal Farm (Fernsehfilm, Sprechrolle)

## Auszeichnungen (Auswahl)
- 1967: Oscar als Bester Hauptdarsteller für Ein Mann zu jeder Jahreszeit
- 1967: British Academy Film Award (BAFTA) als Bester Hauptdarsteller für Ein Mann zu jeder Jahreszeit
- 1967: Golden Globe Award als Bester Hauptdarsteller – Drama für Ein Mann zu jeder Jahreszeit
- 1967: National Board of Review Award als Bester Hauptdarsteller für Ein Mann zu jeder Jahreszeit
- 1967: New York Film Critics Circle Award als Bester Hauptdarsteller für Ein Mann zu jeder Jahreszeit
- 1995: Oscar-Nominierung als Bester Nebendarsteller für Quiz Show
- 1995: Nominierung für den British Academy Film Award als Bester Nebendarsteller für Quiz Show
- 1995: Nominierung für den National Society of Film Critics Award als Bester Nebendarsteller für Quiz Show
- 1995: Nominierung für den New York Film Critics Circle Award als Bester Nebendarsteller für Quiz Show
- 1997: British Academy Film Award als Bester Nebendarsteller für Hexenjagd
- 1997: Nominierung für den Golden Globe Award als Bester Nebendarsteller für Hexenjagd